# Корнеља де Љобрегат
Корнеља де Љобрегат (шп. Cornellà de Llobregat) град је у Шпанији у аутономној заједници Каталонија у покрајини Барселона. Према процени из 2008. у граду је живело 85.180 становника.

## Становништво
Према процени, у граду је 2008. живело 85.180 становника.
| 1991.  | 2001.  |
| ------ | ------ |
| 84.927 | 79.979 |

## Партнерски градови
- Municipality of Jinotega
- Mariel